# Equipos ciclistas españoles en 2015
Equipos ciclistas españoles en 2015, se refiere a la relación de equipos ciclistas profesionales españoles de la modalidad de ciclismo en ruta en la temporada 2015.
Respecto a la temporada anterior nació el equipo Murias Taldea encuadrado en la categoría Continental pero por el contrario desapareció el Euskadi.

## Equipos

### Equipos UCI ProTeam
- Movistar Team

### Equipos Profesionales Continentales
- Caja Rural-Seguros RGA

### Equipos Continentales
- Burgos-BH
- Murias Taldea

## Clasificaciones UCI

### UCI WorldTour
| Posición | Equipo        |
| 1º       | Movistar Team |

### Circuitos Continentales UCI

#### UCI America Tour
| Posición | Equipo                 |
| 11º      | Caja Rural-Seguros RGA |

#### UCI Europe Tour
| Posición | Equipo                 |
| 10º      | Caja Rural-Seguros RGA |
| 81.º     | Burgos-BH              |
| 84.º     | Murias Taldea          |